# 검색 중립성
검색 중립성은 검색 엔진이 검색 결과가 포괄적이고 공정하며 관련성만을 기반으로 한다는 것 외에는 어떠한 편집 정책도 가져서는 안 된다는 원칙이다. 즉, 사용자가 검색 엔진 쿼리에 입력할 때, 엔진은 결과의 순서를 조작하거나(관련성에 의해 순위를 매기지 않는 것을 제외하고), 결과를 특정한 방법으로 결과를 조작하지 않고 제공자의 도메인(엔진이 알고 있는 사이트)에서 발견된 가장 관련성이 높은 결과를 반환해야 한다.
검색 중립성은 어느 한 조직이 인터넷 서비스에 대한 사용자 액세스를 제한하거나 변경하지 못하도록 하는 것을 목표로 한다는 점에서 네트워크 중립성 과 관련이 있다. 검색 중립성은 검색 엔진의 유기적인 검색 결과(광고가 후원하는 결과가 아니라 검색 용어와의 관련성 때문에 반환되는 결과)를 어떠한 조작으로부터도 자유롭게 유지하는 것을 목표로 하는 반면, 네트워크 중립성은 인터넷에 대한 액세스를 제공하고 관리하는 사람들이 자원의 가용성을 제한하지 않도록 하는 것을 목표로 한다. 또한, 주어진 콘텐츠에 액세스할 수 있는 리소스의 가용성을 제한하지 않도록 인터넷에 연결한다.

## 배경
인터넷 맥락에서 "검색 중립성"이라는 용어는 이르면 2009년 3월 폴란드계 미국인 수학자 Andrew Odlyzko 의 학술 논문 "Network Neutrality, Search Neutrality, and the Never-ending Conflict between Efficiency and Fairness in Markets"에 나타난다. 이 논문에서 Odlykzo는 망 중립성이 법적 또는 규제 원칙으로 받아들여지면 검색 중립성을 둘러싼 문제가 다음 논란이 될 것이라고 예측한다. 실제로, 2009년 12월 뉴욕 타임즈는 구글에 대한 반독점 불만에 대한 Foundem의 공동 설립자이자 주요 불만인의 의견서를 게재했는데, 이는 이 용어를 더 많은 대중에게 전달했을 가능성이 있다. Raff는 자신의 의견서에서 검색 중립성은 " 검색 엔진 이 검색 결과가 포괄적이고 공정 하며 관련성 에만 기반한다는 것 외에는 어떤 편집 정책도 없어야 한다는 원칙 "이어야 한다고 말했다. 2009년 10월 11일, 아담과 그의 아내 시바운은 구글의 검색 엔진 관행에 대한 조사를 촉진하는 데 전념하는 이니셔티브인 SearchNeutrality.org을 시작했다. 이 사이트에서 래프스는 인터넷 중립성에 대한 관심과 관심에서 이익을 얻기 위해 구글과의 문제를 "검색 중립성"으로 프레임하기로 선택했다고 언급한다.
망 중립성과 대조적으로, "검색 중립성이란 무엇인가?" 또는 "검색 중립성을 보호하기 위한 적절한 입법 또는 규제 원칙은 무엇인가?"와 같은 질문에 대한 답변은 공감대가 적은 것으로 보인다. 중립성이란 내용과 상관없이 동등한 대우를 의미한다는 생각은 망 중립성에 대한 논쟁에서 비롯된다. 검색의 중립성은 검색 엔진이 설계 및 구현에 있어 중립적이거나 공정하지 않다는 사실로 인해 복잡해진다. 오히려, 검색 엔진과 다른 정보 검색 응용 프로그램들은 정보를 수집하고 저장하고, 사용자로부터 쿼리를 수신하고, 그 쿼리를 기반으로 관련 정보를 검색하고 필터링한 다음, 사용자에게 가장 관련성이 높은 것부터 가장 낮은 것까지 순위가 매겨진 결과의 하위 집합만을 제공하도록 설계된다.엘레번트(순위 "관련성"은 일부 결과를 선호하고 선호하는 결과의 순위를 매기는 데 사용되는 편향의 한 형태이다. 관련성은 검색 엔진에서 정의되어 사용자가 결과에 만족하고 따라서 사용자의 선호도에 따라 결정된다. 그리고 관련성이 매우 주관적이기 때문에 검색 중립성을 실행에 옮기는 것은 매우 논쟁적이었다.
검색 중립성은 검색 엔진, 특히 Google 이 다른 회사에 의해 검색 편향으로 비난을 받은 후 우려의 대상이 되었다. 경쟁업체와 회사들은 검색 엔진이 결과 목록에서 일부 사이트(및 일부 사이트)를 다른 사이트보다 체계적으로 선호하여 사용자들이 얻고 있다고 믿는 객관적인 결과를 방해한다고 주장한다.
검색 중립성에 대한 요구는 전통적인 검색 엔진을 넘어선다. Amazon.com과 페이스북과 같은 사이트들도 결과를 왜곡했다는 비난을 받고 있다. 아마존의 검색 결과는 페이스북이 소셜 실험을 하기 위해 뉴스 피드 목록을 필터링하는 동안 검색 결과에서 더 높은 순위를 매기기 위해 돈을 지불하는 회사의 영향을 받는다.

## "수직 검색" 스팸 처벌
웹에서 정보를 찾기 위해 대부분의 사용자들은 검색 엔진을 사용하는데, 검색 엔진은 웹을 탐색하고 색인화하며 관련성별로 정렬된 결과 목록을 보여준다. 웹을 통해 정보에 접근하기 위한 검색 엔진의 사용은 그들의 페이지를 방문하는 사용자들의 흐름에 의존하는 온라인 비즈니스의 핵심 요소가 되었다. 이 회사들 중 하나는 Foundem으로, Foundem은 영국의 온라인 마켓에서 사용할 수 있는 제품을 비교하는 "수직 검색" 서비스를 제공한다. 2006년부터 3년 반 동안, 구글이 의도적으로 적용한 벌금이라고 주장하는 것 때문에 Foundem의 트래픽과 사업은 크게 감소했다. 그러나 처벌에 대한 그들의 주장이 다른 웹사이트의 콘텐츠를 내장하기 위해 iframe HTML 태그를 사용함으로써 스스로 부과된 것인지는 불분명하다. Foundem이 벌금이 부과되었다고 주장할 당시, 웹 크롤러들이 iframe 태그를 사용하여 웹사이트의 메인 페이지를 넘어 추가 수정 없이 기어갔는지는 불분명했다. 전 SEO의 디렉터인 자미트 듀라니(Jaamit Durrani)는 "Foundem이 여름에 겪었던 두 가지 주요 문제는 iFrames의 콘텐츠와 자바스크립트를 로드해야 하는 콘텐츠였습니다. 둘 다 내 책에서 검색 가시성에 큰 장벽이다. 그들은 그 때부터 '벌점'이 해제될 때까지 어딘가에 고정되어 있습니다. 저는 그것이 우연이라고 생각하지 않습니다."라고 말했다.
대부분의 Foundem의 고발은 구글이 다른 수직 검색 엔진들이 경쟁을 나타내기 때문에 고의적으로 패널티를 적용한다고 주장한다. Foundem은 '경쟁력 있는 온라인 마켓플레이스를 위한 이니셔티브'라는 마이크로소프트 프록시 그룹의 지원을 받고 있다.

#### 기타 사례
Google의 큰 시장 점유율(85%)은 독점금지법을 통한 검색 중립성 소송의 표적이 되었다. 2010년 2월, 구글은 구글 퍼블릭 폴리시 블로그에 영국의 다른 회사들도 구글로부터 부당한 불이익을 받았다고 주장하면서 공정한 경쟁에 대한 우려를 표명하는 기사를 공개했다.

### 검색 편향 혐의에 대한 FTC의 조사
미국 연방거래위원회(FTC)는 구글이 "수직 웹사이트에 해를 끼치고 경쟁하는 수직적 속성을 부당하게 홍보하기 위해 검색 알고리즘을 조작했다"는 주장을 2년간 조사한 끝에 구글을 정식으로 제소하지 않고 반독점 부분을 종료하기로 만장일치로 의결했다. 공정위는 구글의 '검색 결과 발표에서 자체 콘텐츠를 선호하는 관행'이 미국 반독점법에 위배되지 않는다고 결론 내렸다. 공정위는 나아가 경쟁사들이 구글의 알고리즘 변화에 부정적인 영향을 받을 수 있음에도 구글이 경쟁사에 피해를 주기 위해 알고리즘을 바꾼 것이 아니라 소비자에게 이익을 주기 위한 제품 개선이라고 판단했다.

## 관련 문제
넷중립성연구소에 따르면 2018년 기준으로 구글의 '유니버설 검색' 시스템은 가장 중립적이지 않은 검색 엔진 관행을 사용하고 있으며 유니버설 검색의 구현에 따라 맵퀘스트와 같은 웹 사이트는 웹 트래픽의 대규모 감소를 경험했다. 이러한 감소는 구글이 외부 웹사이트에서 제공하는 서비스가 아닌 자체 서비스에 연결했기 때문이다. 이런 주장에도 불구하고 마이크로소프트의 빙은 애초에 구글이 구글 콘텐츠를 보여주는 것보다 두 배 이상 자주 마이크로소프트 콘텐츠를 보여준다. 구글이 '편향'이 있는 한 주요 경쟁사보다 편향성이 적다는 의미다.